# 布乔曼迪
布乔曼迪（Bhucho Mandi），是印度旁遮普邦珀丁达县的一个城镇。总人口13183（2001年）。

## 人口
该地2001年总人口13183人，其中男性6999人，女性6184人；0—6岁人口1758人，其中男991人，女767人；识字率63.20%，其中男性为69.32%，女性为56.26%。

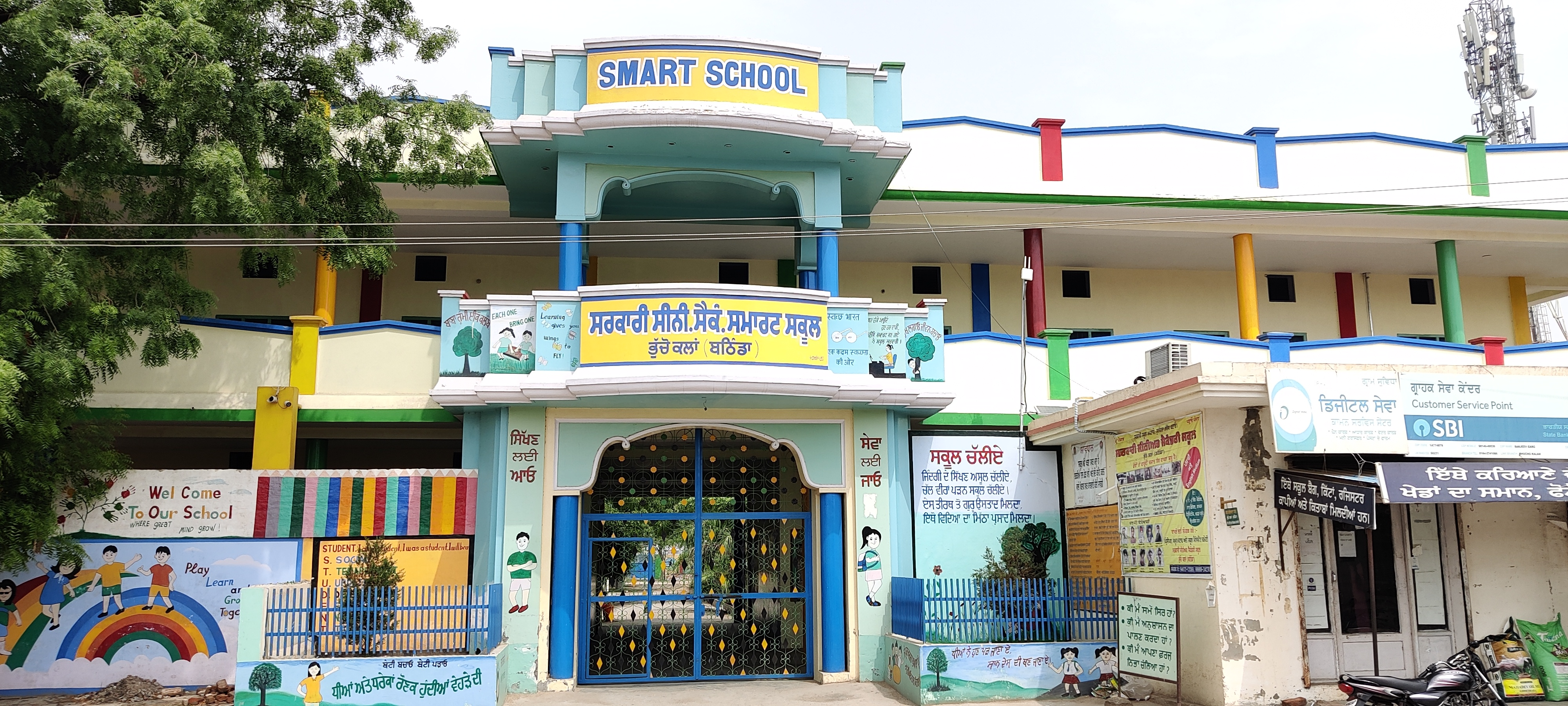
Entrance of Govt. Senior Secondary School Bhucho Kalan(Bathinda)